# 鰯のベッカフィーコ

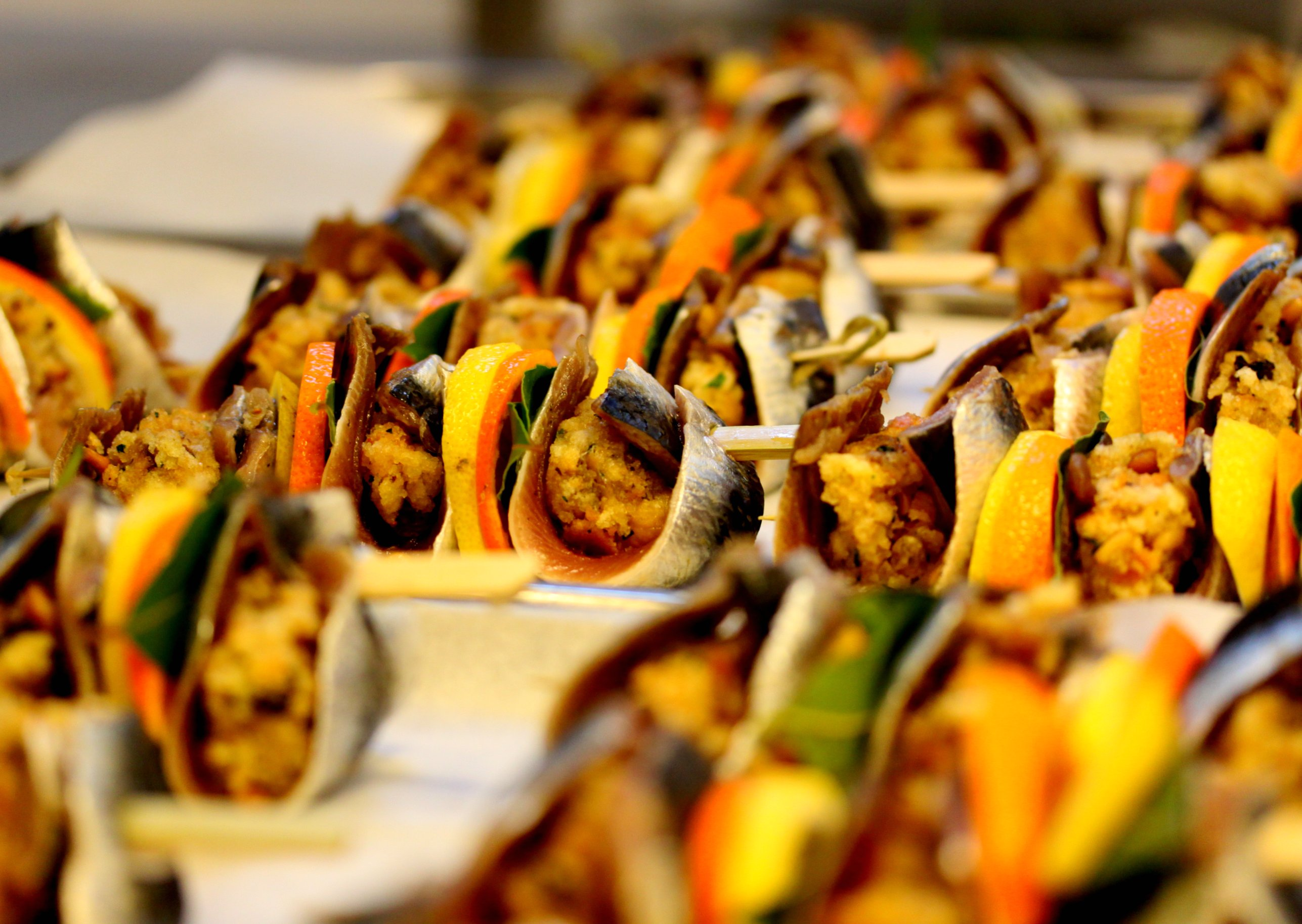
鰯のベッカフィーコ

鰯のベッカフィーコ（いわしのベッカフィーコ）、サルデ・ア・ベッカフィーコ（イタリア語: sarde a beccafico）はイタリア・シチリアの伝統的なシチリア料理。日本では単にベッカフィーコとも呼ばれる。
名前の由来については以下のような説がある。
- 小鳥のベッカフィーコ（ニワムシクイ（英語版））を焼いた料理が貴族たちに人気であったが、貧しい庶民には手の届かない高級料理であったため、イワシで代用した[1][4]。
- イワシの尾が、イチジク（fico）を鳥がくちばし（becco）でつついている姿に似ていることから名付けられた[5]。
- イワシの腹を割き詰め物をすると腹が膨らむが、その様子が少し太めな小鳥のベッカフィーコに似ていることから[3][6]。